# Природные минеральные пигменты

Выкраски минералов—пигментов на желтке, палитра для иконописи (кроме охр). Подборка и изображение: Виктор Слётов, с http://mindraw.web.ru

Природные минеральные пигменты — обладающие особой совокупностью красящих свойств минералы, используемые в станковой живописи, главным образом в технике иконописи и фрески, в качестве основы для изготовления красок, после их растирания с последующим разведением полученных цветных порошков в «эмульсии» — приготовленной по специальному рецепту жидкости из разведённого яичного желтка или (реже) на основе, приготовленной из других природных органических связующих субстанций.

## История
Красиво окрашенные минералы привлекали внимание человека с древнейших времён. Их использовали не только в качестве украшений, но уже в глубокой древности научились делать из некоторых из них краски. По прошествии веков и тысячелетий не утратили свою первоначальную яркость и стойкость краски древних египтян, иудеев, греков и других племён и народов. Первыми минеральными красителями стали многоцветные природные охры, лазурит (ляпис-лазурь) и киноварь. Так, первый Бадахшанский лазурит для красок доставлялся Большим Караванным Путём в средневековую Европу, а оттуда в Византию и в Россию, и был так высоко ценим, что обменивался по весу 1:1 на золото. В истории развития русской культуры, в искусстве церковной иконописи минеральные краски заняли своё особое и очень важное место. В силу их многих уникальных качеств и в наши дни, несмотря на огромное предложение и ассортимент синтетических красителей и подкрашенных акрилом глин, иконописцы не без оснований отдают предпочтение и пользуются минеральными пигментами в силу их стойкости, природной взаимной сочетаемости, мягкости и благородству оттенков.
Формы нахождения камней, пригодных для изготовления из них красок, очень разнообразны, а минеральная палитра иконописца многолика:
минералы встречаются как в виде эффектных кристаллов и кристаллических зёрен с ясно видимыми гранями, так и в виде разнообразных скоплений тонкозернистого строения, а в некоторых случаях это могут быть и некристаллические, аморфные образования, например — лимониты.
По степени кристалличности исходного материала различаются два типа минералов-пигментов: явно кристаллические (киноварь, аурипигмент, лазурит) и скрытокристаллические или аморфные (охры, лимонит, глауконит, порошковые оксиды марганца).
Кристаллическое сырье при измельчении даёт в различной степени просвечивающие осколки, ограниченные плоскостями поверхностей скола и естественных граней. В зависимости от их размеров, формы, взаимной ориентировки, прозрачности, а также некоторых оптических свойств, в том числе дисперсии, показателя преломления и других, создаются некоторые дополнительные (к собственно цвету краски) эффекты: блеск, игра света и т. д. Древние иконописцы знали много рецептов смешивания минералов друг с другом при приготовлении красок, добиваясь тем самым выразительных эффектов глубины тона и внутреннего свечения, когда в рисунке, например, фрагмент или деталь чёрного или коричневого цвета за счёт малой добавки в краску определённого минерала приобретает объём и кажется, что будто бы красочная поверхность светится.
В иконе имеет значение также прозрачность красочных слоёв. Большинство синтетических, приготовленных как правило из акриловых составляющих или с добавлением соединений кадмия, красок (помимо того, что они для иконы излишне яркие, отчего часто режут глаз) этому требованию не удовлетворяют и написанные ими слои смотрятся «глухими» или неестественно яркими. Измельчённые же минералы способны наряду с сочными и вместе с тем мягкими для глаза и органично совместимыми друг с другом цветами давать проницаемые для света красочные слои, через которые световой луч проходит насквозь, многократно преломляется через микрокристаллы, создаёт эффекты глубины и внутренней подсветки.
Имеется определённый набор свойств, необходимых для использования минерала в качестве краски. Для минералов-пигментов основным из них является цвет минерала в порошке (т. наз. «цвет черты», характеризующийся постоянством и являющийся диагностическим признаком минерала); цвет порошка для каждого минерала всегда постоянен, в то время как в случайной формы куске или в кристаллах он может быть совсем другим или во всяком случае сильно варьироваться в зависимости от многих случайных причин.
Так, некоторые сочноокрашенные камни, например — амазонит, бирюза, змеевик, нефрит, родонит, чароит, жад, гранаты и т. д., при растирании всегда дают порошок белого (серого) цвета и потому для краски абсолютно непригодны. И если «натуральные пигменты» в виде ярких порошков с такими названиями выставляются в торговой сети некоторыми фирмами, то покупателю, вне всякого сомнения, предлагается фальсифицированный продукт, который оказывается либо прокрашенными акрилом молотыми отходами означенного минерала, либо прокрашенной керамической глиной.
Хрупкость и низкая твёрдость определённых минералов значительно облегчают их измельчение для приготовления красок: они легко растираются в обычных ступках или на специальных приспособленных для растирания минералов матовых поверхностях, представляющих собой в тех или иных модификациях две шероховатые стеклянные плоскости, между которыми и происходит растирание(обычно не всухую, а на воде). Окраска некоторых из минералов — пигментов может меняться также в зависимости от степени их измельчения и способа растирки. В некоторых случаях интенсивность конечной краски оказывается ярче при крупнозернистом помоле, но это не может рассматриваться как универсальное правило.
После растирания минерала полученный порошок разводится в разбавленном водой яичном желтке и краска, называемая «яичная темпера», готова. Использовать её следует сразу после приготовления, так как в жидком виде она не подлежит долгому хранению и может быстро испортиться, протухнуть. Для настенных росписей, называемых «фресками», вместо желтка используется, как правило, яичный белок.

## Минералы-пигменты относятся к различным классам соединений
- Силикаты: лазурит («ляпис-лазурь»), глауконит, волконскоит, хлориты, амфиболы (рибекит), эгирин, авгит.
- Оксиды (окислы): гётит, гематит, лимонит, окислы марганца (псиломелан, вад), магнетит.
- Сульфиды: киноварь, аурипигмент, реальгар.
- Карбонаты: церуссит (природные свинцовые белила), малахит, азурит («голубец»), сидерит.
- Сульфаты: ярозит, барит (бариевые белила).
- Фосфаты: вивианит, керченит, элит (псевдомалахит).
- Вольфраматы: вульфенит.
- Хроматы: крокоит.

## Основные цвета
- Красный: киноварь, гематит, охры красные.
- Оранжевый: реальгар, ванадинит.
- Жёлтый: аурипигмент, ярозит, вульфенит, гётит, охры светлые, светлый лимонит.
- Зелёный: глауконит, волконскоит, хлориты, эгирин, авгит, малахит, керченит, диоптаз.
- Голубой: азурит (в тонком помоле), крокидолит.
- Синий: лазурит, азурит (в крупном помоле), вивианит (индиго минеральный), рибекит.
- Фиолетовый: лазурит (ультрамарин природный, после умеренного прокаливания).
- Красно-коричневый: гематит, охры тёмные, темный лимонит.
- Коричнево-чёрный: окислы марганца (псиломелан, вад).
- Чёрный: каменный уголь, антрацит, магнетит, шунгит.

Источник: В. А. Слётов. Минеральные пигменты в иконописной традиции

## Материалы по теме
- Пигмент (технология)
- Минеральные краски
- Самоцветы